# HD 125351
HD 125351，又名BD+36 2468，SAO 64053、HR 5361，是一颗恒星，视星等为4.81，位于銀經62.73，銀緯69.76，其B1900.0坐标为赤經14h 13m 46.1s，赤緯+35° 69.76′ 15″。